# يورقانلو
يورقانلو هي قرية في مقاطعة أرومية، إيران. يقدر عدد سكانها بـ 284 نسمة بحسب إحصاء 2016.